# 沖ななも
沖 ななも（おき ななも、1945年9月24日 - ）は歌人。歌誌「熾」代表。本名は中村眞理子。

## 経歴
茨城県古河市生まれ。埼玉県立浦和西高等学校卒業。 
中学生のころから現代詩をつくり始め、1968年、若い人社文学会に参加。1974年、歌誌「個性」に入会（2004年終刊）。1994年1月、佐藤信弘と「詞法」を創刊、2004年4月、「熾」と改め、代表となる。2024年、「熾」が発足して20年になることを記念して、既刊10歌集を収めた『沖ななも選歌集』が刊行された。
2008年より、朝日新聞埼玉版および埼玉新聞の短歌欄選者。2009年より、埼玉文芸賞（さいたま文学館）および埼玉文学賞（埼玉新聞社）の選考委員。また、埼玉県歌人会会長、埼玉文芸家集団監事を務める。

## 受賞歴
- 1983年　現代歌人協会賞（歌集『衣裳哲学』にて）
- 1983年　埼玉文芸賞
- 2004年　茨城県歌人協会賞
- 2005年　埼玉文化賞

## 著書

### 歌集・詩集
- 詩集『花の影絵』　若い人社、1971年
- 歌集『衣裳哲学』　不識書院、1982年
- 歌集『機知の足首』　短歌新聞社、1986年
- 歌集『木鼠浄土』　沖積舎、1991年
- 歌集『ふたりごころ』　河出書房新社、1992年
- 歌集『天の穴』　短歌新聞社、1995年
- 歌集『一粒』　砂子屋書房、2003年
- 歌集『三つ栗』　角川書店、2007年
- 歌集『木』　短歌新聞社、2009年
- 歌集『白湯』　北冬舎、2015年
- 歌集『日和』　北冬舎、2016年

### 選集
- 『現代短歌文庫 沖ななも歌集』　砂子屋書房、2001年
- 『沖ななも選歌集』　典々堂、2024年

### 評論・エッセイ・入門書
- 『森岡貞香の歌』　雁書館、1992年
- 『樹木巡礼』　北冬舎、1997年
- 『優雅に楽しむ短歌』　日東書院、1999年
- 『神の木 民の木』（写真：土田ヒロミ）　日本放送出版協会、2008年、ISBN 978-4140812792
- 『今からはじめる短歌入門―たくさんの例歌でわかりやすい』　飯塚書店、2011年、ISBN 978-4752210382
- 『季節の楽章―短歌で楽しむ24節気』　本阿弥書店、2012年、ISBN 978-4776809258
- 『明日へつなぐ言葉』　北冬舎、2013年、ISBN 978-4903792422
- 『埼玉 地名ぶらり詠み歩き』 さきたま出版会、2015年 ISBN 978-4878914171